# Grand Prix Cycliste la Marseillaise
Il Grand Prix Cycliste la Marseillaise (it: Gran Premio di Ciclismo la Marsigliese), fino al 2012 denominato Grand Prix d'Ouverture la Marseillaise, è una corsa in linea maschile di ciclismo su strada, che ha luogo nei pressi della città di Marsiglia, nel sud della Francia, ogni anno nel mese di febbraio. Dal 2005 fa parte del circuito UCI Europe Tour, come gara di classe 1.1, e segna l'inizio della stagione ciclistica su strada in Francia.

## Storia
Dalla prima edizione del 1980, vinta da Leo van Vliet, la corsa cambiò denominazione diverse volte. Dal 1980 al 1989 si chiamò Grand Prix de Bessèges, nel 1990 diventò Grand Prix d'Ouverture de Bessèges-Gardanne per poi riprendere il nome originale nel 1991; nel 1992 venne rinominata Grand Prix la Marseillaise-Aubagne e semplicemente Grand Prix la Marseillaise nel 1993 e 1994. Dal 1995 fino al 2011 è sempre stata chiamata Grand Prix d'Ouverture la Marseillaise. A partire dal 2012 viene chiamata Grand Prix Cycliste la Marseillaise.

## Albo d'oro
Aggiornato all'edizione 2025.
| Anno                                        | Vincitore              | Secondo              | Terzo                  |
| Grand Prix de Bessèges                      |                        |                      |                        |
| ------------------------------------------- | ---------------------- | -------------------- | ---------------------- |
| 1980                                        | Leo van Vliet          | Patrick Friou        | Frits Pirard           |
| 1981                                        | Jan Bogaert            | Pascal Poisson       | Patrick Hosotte        |
| 1982                                        | Bernard Hinault        | Ad Wijnands          | Pierre-Henri Menthéour |
| 1983                                        | Jan Raas               | Cees Priem           | Erich Mächler          |
| 1984                                        | Eddy Planckaert        | Gilbert Glaus        | Pascal Jules           |
| 1985                                        | Charly Mottet          | Walter Planckaert    | Paul Haghedooren       |
| 1986                                        | Eddy Planckaert        | Vincent Barteau      | Jürg Bruggmann         |
| 1987                                        | Johnny Weltz           | Jean-Claude Colotti  | Paul Watson            |
| 1988                                        | Ad Wijnands            | Teun van Vliet       | Adrie van der Poel     |
| 1989                                        | Thierry Claveyrolat    | Guido Winterberg     | Ronan Pensec           |
| Grand Prix d'Ouverture de Bessèges-Gardanne |                        |                      |                        |
| 1990                                        | Étienne De Wilde       | Carlo Bomans         | Hendrik Redant         |
| Grand Prix de Bessèges                      |                        |                      |                        |
| 1991                                        | Edwig Van Hooydonck    | Pierre Dewailly      | Herman Frison          |
| Grand Prix la Marseillaise-Aubagne          |                        |                      |                        |
| 1992                                        | Edwig Van Hooydonck    | Eddy Seigneur        | Gilles Delion          |
| Grand Prix La Marseillaise                  |                        |                      |                        |
| 1993                                        | Didier Rous            | Eddy Seigneur        | Armand de Las Cuevas   |
| 1994                                        | Gilles Delion          | Wilfried Nelissen    | François Simon         |
| Grand Prix d'Ouverture la Marseillaise      |                        |                      |                        |
| 1995                                        | Stéphane Hennebert     | Nico Mattan          | Gianluca Pianegonda    |
| 1996                                        | Fabiano Fontanelli     | Ján Svorada          | Andrei Tchmil          |
| 1997                                        | Richard Virenque       | Gilles Bouvard       | Ján Svorada            |
| 1998                                        | Marco Saligari         | Richard Virenque     | Vjačeslav Džavanjan    |
| 1999                                        | Frank Vandenbroucke    | Jens Voigt           | Frédéric Bessy         |
| 2000                                        | Emmanuel Magnien       | Lauri Aus            | Christophe Bassons     |
| 2001                                        | Jakob Piil             | Nicolaj Bo Larsen    | Florent Brard          |
| 2002                                        | Xavier Jan             | Aleksandr Bočarov    | Cyril Dessel           |
| 2003                                        | Ludo Dierckxsens       | Magnus Bäckstedt     | Stefano Casagranda     |
| 2004                                        | Baden Cooke            | Jo Planckaert        | Fabio Baldato          |
| 2005                                        | Nicki Sørensen         | Vladimir Gusev       | Daniele Masolino       |
| 2006                                        | Baden Cooke            | Philippe Gilbert     | Anthony Geslin         |
| 2007                                        | Jeremy Hunt            | Michail Ignat'ev     | Staf Scheirlinckx      |
| 2008                                        | Hervé Duclos-Lassalle  | Frederik Veuchelen   | Ryder Hesjedal         |
| 2009                                        | Rémi Pauriol           | Thomas Voeckler      | Jurij Trofimov         |
| 2010                                        | Jonathan Hivert        | Johnny Hoogerland    | Samuel Dumoulin        |
| 2011                                        | Jérémy Roy             | Sylvain Georges      | Romain Feillu          |
| Grand Prix Cycliste la Marseillaise         |                        |                      |                        |
| 2012                                        | Samuel Dumoulin        | Marco Marcato        | Artur Vichot           |
| 2013                                        | Justin Jules           | Samuel Dumoulin      | Thomas Damuseau        |
| 2014                                        | Kenneth Vanbilsen      | Baptiste Planckaert  | Samuel Dumoulin        |
| 2015                                        | Pim Ligthart           | Kenneth Vanbilsen    | Antoine Demoitié       |
| 2016                                        | Dries Devenyns         | Thibaut Pinot        | Baptiste Planckaert    |
| 2017                                        | Arthur Vichot          | Maxime Bouet         | Lilian Calmejane       |
| 2018                                        | Alexandre Geniez       | Odd Christian Eiking | Lilian Calmejane       |
| 2019                                        | Anthony Turgis         | Romain Combaud       | Tom Van Asbroeck       |
| 2020                                        | Benoît Cosnefroy       | Valentin Madouas     | Tom Devriendt          |
| 2021                                        | Aurélien Paret-Peintre | Thomas Boudat        | Bryan Coquard          |
| 2022                                        | Amaury Capiot          | Mads Pedersen        | Francisco Galván       |
| 2023                                        | Neilson Powless        | Valentin Ferron      | Brent Van Moer         |
| 2024                                        | Kevin Geniets          | Alex Baudin          | Kévin Vauquelin        |
| 2025                                        | Valentin Ferron        | Vincent Van Hemelen  | Francisco Galván       |